# 6018 Pierssac
6018 Pierssac este o planetă minoră (asteroid), cu un diametru de 5,626 km, din centura de asteroizi. A fost descoperită pe 7 august 1991 la Observatorul Palomar de Henry E. Holt și a fost numită după Piers Sellers⁠(d). 
Obiectul prezintă o orbită caracterizată de o semiaxă mare de 2,2721726 UAi, o excentricitate de 0,13, o înclinație de 6,15097 ° în raport cu ecliptica.